# Hosahalli, Belur
Hosahalli là một làng thuộc tehsil Belur, huyện Hassan, bang Karnataka, Ấn Độ.